# トモス・ウィリアムズ (ラグビー選手)
トモス・ウィリアムズ（Tomos Williams、1995年1月1日 - ）は、プレミアシップグロスターに所属するラグビー選手。

## プロフィール
- ウェールズ・トレオルヒ出身。
- ポジションはスクラムハーフ(SH)。
- 身長 178cm、体重 77kg
- U20ウェールズ代表に選ばれたことがある[1]。
- ウェールズ代表キャップは58（2022年12月現在）でラグビーワールドカップ2019・ラグビーワールドカップ2023のウェールズ代表に選ばれた。
- 7人制ウェールズ代表に選ばれたことがある。

## 略歴
2013年、カーディフ・ブルーズ(現:カーディフ・ラグビー)に加入。
2024年、グロスターに加入。